# 중부대로
중부대로(中部大路, Jungbu-daero)는 경기도 수원시 팔달구 중동사거리와 여주시 세종대왕면 세종대왕릉삼거리를 잇는 경기도의 도로다. 종점 부근에서 지방도 제333호선과 갈라지는 영릉 교차로 동쪽 구간을 제외한 전 구간이 국도 제42호선의 일부였다. 2018년 11월 30일, 이 도로를 대체하는 신중부대로가 개통되어, 영덕교차로부터 터미널사거리까지의 구간이 국도 지정 구간에서 제외됐다.

## 역사
- 1995년 2월 11일 : 용인군 용인읍 김량장리 ~ 마평리 2km 구간 및 용인군 기흥읍 신갈리 ~ 구갈리 720m 구간 개통[1]
- 1997년 12월 27일 : 용인 ~ 내사간 도로(용인시 마평동 ~ 이천시 마장면 이치리) 14.42km 구간 확장 개통, 기존 5.59km 구간 폐지[2]
- 1998년 5월 1일 : 이천 ~ 여주간 도로(이천시 부발읍 신하리 ~ 여주군 여주읍 교리) 17.32km 구간 확장 개통으로 기존 중부대로 구간 국도 지정 해제[3]
- 2009년 8월 24일 : 2개 이상 시·군에 걸쳐있는 도로로 중부대로를 고시[4]

## 주요 경유지
경기도
- 수원시 (팔달구 (중동 · 팔달로3가 · 영동 · 구천동 · 지동 · 인계동 · 우만동) - 영통구 (매탄동 · 원천동)) - 용인시 (기흥구 (영덕동 · 신갈동 · 구갈동 · 상하동) - 처인구 (삼가동 · 역북동 · 김량장동 · 마평동 · 양지면)) - 이천시 (마장면 - 호법면 - 중리동 - 부발읍) - 여주시 (흥천면 - 세종대왕면)

## 노선
| 이름                                                   | 접속 노선                                                             | 소재지 | 소재지                                          | 비고                                                       |
| ------------------------------------------------------ | --------------------------------------------------------------------- | ------ | ----------------------------------------------- | ---------------------------------------------------------- |
| 중동사거리                                             | 국도 제42호선 국도 제43호선 국가지원지방도 제98호선 (정조로) 향교로   | 수원시 | 팔달구                                          | 국도 제42호선 구간 국가지원지방도 제98호선 구간            |
| 수원교                                                 |                                                                       | 수원시 | 팔달구                                          | 국도 제42호선 구간 국가지원지방도 제98호선 구간            |
| 영동사거리                                             | 수원천로                                                              | 수원시 | 팔달구                                          | 국도 제42호선 구간 국가지원지방도 제98호선 구간            |
| 지동사거리                                             | 세지로                                                                | 수원시 | 팔달구                                          | 국도 제42호선 구간 국가지원지방도 제98호선 구간            |
| 동수원사거리                                           | 국도 제1호선 국도 제43호선 (경수대로)                                 | 수원시 | 팔달구                                          | 국도 제42, 43호선 구간 국가지원지방도 제98호선 구간        |
| 인계안골사거리                                         | 중부대로170번길                                                       | 수원시 | 팔달구                                          | 국도 제42, 43호선 구간 국가지원지방도 제98호선 구간        |
| 우만사거리                                             | 권광로                                                                | 수원시 | 팔달구                                          | 국도 제42, 43호선 구간 국가지원지방도 제98호선 구간        |
| 가산골삼거리                                           | 중부대로223번길                                                       | 수원시 | 팔달구                                          | 국도 제42, 43호선 구간 국가지원지방도 제98호선 구간        |
| 방아다리삼거리                                         | 중부대로246번길                                                       | 수원시 | 팔달구                                          | 국도 제42, 43호선 구간 국가지원지방도 제98호선 구간        |
| 아주대삼거리 (아주대시외버스정류장)                    | 아주로                                                                | 수원시 | 영통구                                          | 국도 제42, 43호선 구간 국가지원지방도 제98호선 구간        |
| 주막거리사거리                                         | 매여울로 중부대로271번길                                              | 수원시 | 영통구                                          | 국도 제42, 43호선 구간 국가지원지방도 제98호선 구간        |
| 법원사거리                                             | 동수원로                                                              | 수원시 | 영통구                                          | 국도 제42, 43호선 구간 국가지원지방도 제98호선 구간        |
| 관터사거리                                             | 매봉로 중부대로345번길                                                | 수원시 | 영통구                                          | 국도 제42, 43호선 구간 국가지원지방도 제98호선 구간        |
| 유원지삼거리                                           | 광교호수공원로 중부대로392번길                                        | 수원시 | 영통구                                          | 국도 제42, 43호선 구간 국가지원지방도 제98호선 구간        |
| 원천교삼거리                                           | 광교호수로 동탄원천로                                                 | 수원시 | 영통구                                          | 국도 제42, 43호선 구간 국가지원지방도 제98호선 구간        |
| 원천교                                                 |                                                                       | 수원시 | 영통구                                          | 국도 제42, 43호선 구간 국가지원지방도 제98호선 구간        |
| 나촌말삼거리                                           | 중부대로448번길                                                       | 수원시 | 영통구                                          | 국도 제42, 43호선 구간 국가지원지방도 제98호선 구간        |
| 삼성전자삼거리                                         | 흥덕1로                                                               | 수원시 | 영통구                                          | 국도 제42, 43호선 구간 국가지원지방도 제98호선 구간        |
| 삼성삼거리                                             | 삼성로                                                                | 수원시 | 영통구                                          | 국도 제42, 43호선 구간 국가지원지방도 제98호선 구간        |
| 삼성삼거리                                             | 삼성로                                                                | 용인시 | 기흥구                                          | 국도 제42, 43호선 구간 국가지원지방도 제98호선 구간        |
| 프리미엄아울렛사거리                                   | 중부대로56번길                                                        | 용인시 | 기흥구                                          | 국도 제42, 43호선 구간 국가지원지방도 제98호선 구간        |
| (이름 없음)                                            | 영통로                                                                | 용인시 | 기흥구                                          | 국도 제42, 43호선 구간 국가지원지방도 제98호선 구간        |
| 영통고가사거리 (영덕고가차도) (영통입구시외버스정류장) | 국도 제43호선 (봉영로) 흥덕3로                                        | 용인시 | 기흥구                                          | 국도 제42, 43호선 구간 국가지원지방도 제98호선 구간        |
| 흥덕입체교차로                                         | 흥덕4로                                                               | 용인시 | 기흥구                                          | 국도 제42호선 구간 국가지원지방도 제98호선 구간            |
| 영덕 교차로                                            | 국도 제42호선 (신중부대로)                                            | 용인시 | 기흥구                                          | 국도 제42호선 구간 국가지원지방도 제98호선 구간            |
| 경희대입구삼거리 (신갈영덕시외버스정류장)              | 덕영대로                                                              | 용인시 | 기흥구                                          | 국가지원지방도 제98호선 구간                               |
| 수원신갈 나들목 (수원신갈TG삼거리)                     | 1호선 경부고속도로 신수로                                             | 용인시 | 기흥구                                          | 국가지원지방도 제98호선 구간                               |
| 신갈버스정류장삼거리                                   | 신정로                                                                | 용인시 | 기흥구                                          | 국가지원지방도 제98호선 구간                               |
| 신갈시외버스정류장                                     |                                                                       | 용인시 | 기흥구                                          | 국가지원지방도 제98호선 구간                               |
| 신갈오거리                                             | 국가지원지방도 제23호선 (신갈로) 신갈로57번길 신갈로58번길            | 용인시 | 기흥구                                          | 국가지원지방도 제98호선 구간                               |
| 상갈파출소사거리                                       | 상갈로 신구로                                                         | 용인시 | 기흥구                                          | 국가지원지방도 제98호선 구간                               |
| 녹십자사거리                                           | 구갈로 기흥역로                                                       | 용인시 | 기흥구                                          | 국가지원지방도 제98호선 구간                               |
| 기흥역사거리                                           | 기흥로                                                                | 용인시 | 기흥구                                          | 국가지원지방도 제98호선 구간                               |
| 수원CC사거리                                           | 기흥역로                                                              | 용인시 | 기흥구                                          | 국가지원지방도 제98호선 구간                               |
| 강남대삼거리 (강남대역) (강남대지하차도)               | 강남로                                                                | 용인시 | 기흥구                                          | 국가지원지방도 제98호선 구간                               |
| 구갈교사거리 (어정 교차로)                             | 국도 제42호선 (신중부대로) 어정로                                     | 용인시 | 기흥구                                          | 국가지원지방도 제98호선 구간                               |
| 구갈교 고인돌마을사거리                                |                                                                       | 용인시 | 기흥구                                          | 국가지원지방도 제98호선 구간                               |
| 하나로마트사거리                                       | 중부대로681번길 중부대로684번길                                       | 용인시 | 기흥구                                          | 국가지원지방도 제98호선 구간                               |
| 아주냉장삼거리 대우아파트삼거리                        |                                                                       | 용인시 | 기흥구                                          | 국가지원지방도 제98호선 구간                               |
| 진흥아파트입구사거리                                   | 중부대로746번길 중부대로747번길                                       | 용인시 | 기흥구                                          | 국가지원지방도 제98호선 구간                               |
| 수원동(취락마을)삼거리                                 | 중부대로773번길                                                       | 용인시 | 기흥구                                          | 국가지원지방도 제98호선 구간                               |
| 쌍용아파트입구삼거리                                   | 중부대로788번길                                                       | 용인시 | 기흥구                                          | 국가지원지방도 제98호선 구간                               |
| 상하동인정프린스A사거리                                | 중부대로819번길                                                       | 용인시 | 기흥구                                          | 국가지원지방도 제98호선 구간                               |
| 상하교                                                 | 지방도 제315호선 (사은로)                                             | 용인시 | 기흥구                                          | 국가지원지방도 제98호선 구간                               |
| 오뚜기식품삼거리                                       | 중부대로874번길                                                       | 용인시 | 기흥구                                          | 국가지원지방도 제98호선 구간                               |
| 용인정신병원삼거리                                     |                                                                       | 용인시 | 기흥구                                          | 국가지원지방도 제98호선 구간                               |
| 궁촌 교차로 (서용인 나들목)                            | 400호선 수도권제2순환고속도로 국도 제42호선 (신중부대로) 동백죽전대로 | 용인시 | 처인구                                          | 국가지원지방도 제98호선 구간                               |
| 삼가삼거리                                             | 삼가로                                                                | 용인시 | 처인구                                          | 국가지원지방도 제98호선 구간                               |
| 삼가역삼거리                                           | 지삼로                                                                | 용인시 | 처인구                                          | 국가지원지방도 제98호선 구간                               |
| 우남아파트입구삼거리                                   | 금학로                                                                | 용인시 | 처인구                                          | 국가지원지방도 제98호선 구간                               |
| 행정타운입구사거리                                     | 금학로 중부대로1158번길 중부대로1161번길                              | 용인시 | 처인구                                          | 국가지원지방도 제98호선 구간                               |
| 용인시청삼거리 (시청·용인대역)                         |                                                                       | 용인시 | 처인구                                          | 국가지원지방도 제98호선 구간                               |
| 용인대입구삼거리                                       | 지방도 제321호선 (용인대학로)                                         | 용인시 | 처인구                                          | 국가지원지방도 제98호선 구간 지방도 제321호선 구간         |
| 등기소앞사거리                                         | 지방도 제321호선 (성산로) 중부대로1262번길                            | 용인시 | 처인구                                          | 국가지원지방도 제98호선 구간 지방도 제321호선 구간         |
| 명지대입구사거리                                       | 명지로 중부대로1299번길                                               | 용인시 | 처인구                                          | 국가지원지방도 제98호선 구간                               |
| 역북초교삼거리                                         | 명지로                                                                | 용인시 | 처인구                                          | 국가지원지방도 제98호선 구간                               |
| 삼환아파트삼거리                                       |                                                                       | 용인시 | 처인구                                          | 국가지원지방도 제98호선 구간                               |
| 통일공원삼거리                                         | 금령로                                                                | 용인시 | 처인구                                          | 국가지원지방도 제98호선 구간                               |
| 문예회관입구삼거리                                     | 중부대로1392번길                                                      | 용인시 | 처인구                                          | 국가지원지방도 제98호선 구간                               |
| 처인구청후문사거리                                     | 중부대로1424번길 금령로56번길                                         | 용인시 | 처인구                                          | 국가지원지방도 제98호선 구간                               |
| 터미널사거리 (용인육교)                                | 국도 제42호선 국도 제45호선 (백옥대로)                                | 용인시 | 처인구                                          | 국도 제42호선 구간 국가지원지방도 제98호선 구간            |
| 용인교                                                 |                                                                       | 용인시 | 처인구                                          | 국도 제42호선 구간 국가지원지방도 제98호선 구간            |
| (이름 없음)                                            | 경안천로 (용인시)                                                     | 용인시 | 처인구                                          | 국도 제42호선 구간 국가지원지방도 제98호선 구간            |
| 동부사거리                                             | 국가지원지방도 제57호선 (동부로) 국가지원지방도 제98호선 (고림로)     | 용인시 | 처인구                                          | 국도 제42호선 구간 국가지원지방도 제98호선 구간            |
| 사랑의병원앞                                           | 금령로173번길 중부대로1546번길                                        | 용인시 | 처인구                                          | 국도 제42호선 구간                                         |
| 마평삼거리                                             | 금령로                                                                | 용인시 | 처인구                                          | 국도 제42호선 구간                                         |
| 동부동주민센터사거리                                   | 금학로 중부대로1573번길                                               | 용인시 | 처인구                                          | 국도 제42호선 구간                                         |
| 신흥리입구사거리                                       | 중부대로1673번길 중부대로1676번길                                     | 용인시 | 처인구                                          | 국도 제42호선 구간                                         |
| 마평 교차로                                            | 국도 제45호선 (남북대로) 신송로                                       | 용인시 | 처인구                                          | 국도 제42호선 구간                                         |
| 삼박곡입구삼거리                                       | 중부대로1758번길                                                      | 용인시 | 처인구                                          | 국도 제42호선 구간                                         |
| 신평삼거리                                             | 중부대로1809번길                                                      | 용인시 | 처인구                                          | 국도 제42호선 구간                                         |
| 대종휴게소삼거리                                       | 중부대로1876번길                                                      | 용인시 | 처인구 양지면                                   | 국도 제42호선 구간                                         |
| 송문리입구삼거리                                       | 반정로                                                                | 용인시 | 처인구 양지면                                   | 국도 제42호선 구간                                         |
| 신촌가든앞사거리                                       | 송주로                                                                | 용인시 | 처인구 양지면                                   | 국도 제42호선 구간                                         |
| 송문1교 송문2교 송문3교                                |                                                                       | 용인시 | 처인구 양지면                                   | 국도 제42호선 구간                                         |
| 남곡2리입구사거리                                      | 양지로 은이로                                                         | 용인시 | 처인구 양지면                                   | 국도 제42호선 구간                                         |
| 양지1교 양지2교                                        |                                                                       | 용인시 | 처인구 양지면                                   | 국도 제42호선 구간                                         |
| 양지사거리                                             | 남평로 양대로                                                         | 용인시 | 처인구 양지면                                   | 국도 제42호선 구간                                         |
| 양지 나들목 (양지IC사거리) (양지고가차도)              | 50호선 영동고속도로 국도 제17호선 (죽양대로)                          | 용인시 | 처인구 양지면                                   | 국도 제42호선 구간                                         |
| 파이로 교차로                                          | 중부대로2513번길                                                      | 용인시 | 처인구 양지면                                   | 국도 제42호선 구간                                         |
| 제일초등학교사거리                                     | 평창로 중부대로2517번길                                               | 용인시 | 처인구 양지면                                   | 국도 제42호선 구간                                         |
| 동일주유소앞 교차로                                    | 중부대로2542번길                                                      | 용인시 | 처인구 양지면                                   | 국도 제42호선 구간                                         |
| 내사교                                                 |                                                                       | 용인시 | 처인구 양지면                                   | 국도 제42호선 구간                                         |
| 추계2리입구삼거리                                      | 추계로                                                                | 용인시 | 처인구 양지면                                   | 국도 제42호선 구간                                         |
| 추계1리입구사거리                                      | 중부대로2670번길 중부대로2671번길                                     | 용인시 | 처인구 양지면                                   | 국도 제42호선 구간                                         |
| 추계산장앞삼거리                                       | 식금로                                                                | 용인시 | 처인구 양지면                                   | 국도 제42호선 구간                                         |
| 추계1교 추계2교                                        |                                                                       | 용인시 | 처인구 양지면                                   | 국도 제42호선 구간                                         |
| 오천삼거리                                             | 오천로                                                                | 이천시 | 마장면                                          | 국도 제42호선 구간                                         |
| 양촌사거리                                             | 지방도 제325호선 (마도로) 오천로                                      | 이천시 | 마장면                                          | 국도 제42호선 구간 지방도 제325호선 구간                   |
| 오천교                                                 |                                                                       | 이천시 | 마장면                                          | 국도 제42호선 구간 지방도 제325호선 구간                   |
| 오천 교차로                                            | 지방도 제325호선 (덕평로) 중부대로225번길                             | 이천시 | 마장면                                          | 국도 제42호선 구간 지방도 제325호선 구간                   |
| 오천교차1교                                            |                                                                       | 이천시 | 마장면                                          | 국도 제42호선 구간                                         |
| 오천터널                                               |                                                                       | 이천시 | 마장면                                          | 국도 제42호선 구간 여주 방면 연장 480m 수원 방면 연장 457m |
| 이치1 교차로                                           | 서이천로                                                              | 이천시 | 마장면                                          | 국도 제42호선 구간 여주 방면 진입 불가 수원 방면 진출 불가 |
| 이치1교 이치2교                                        |                                                                       | 이천시 | 마장면                                          | 국도 제42호선 구간                                         |
| 도드람 교차로                                          | 서이천로                                                              | 이천시 | 마장면                                          | 국도 제42호선 구간                                         |
| 절골삼거리                                             | 중부대로533번길                                                       | 이천시 | 마장면                                          | 국도 제42호선 구간                                         |
| 설서교                                                 |                                                                       | 이천시 | 마장면                                          | 국도 제42호선 구간                                         |
| 설서 교차로(사거리)                                    | 중부대로609번길 중부대로644번길                                       | 이천시 | 마장면                                          | 국도 제42호선 구간                                         |
| 보름다리사거리                                         | 중부대로637번길 중부대로638번길                                       | 이천시 | 마장면                                          | 국도 제42호선 구간                                         |
| 안평삼거리                                             | 중부대로714번길                                                       | 이천시 | 호법면                                          | 국도 제42호선 구간                                         |
| 윗들사거리                                             | 중부대로759번길 중부대로760번길                                       | 이천시 | 호법면                                          | 국도 제42호선 구간                                         |
| 안고니삼거리                                           | 안평로                                                                | 이천시 | 호법면                                          | 국도 제42호선 구간                                         |
| 유산물류단지사거리                                     | 중부대로897번길                                                       | 이천시 | 호법면                                          | 국도 제42호선 구간                                         |
| 달개실사거리                                           | 이섭대천로845번길                                                     | 이천시 | 호법면                                          | 국도 제42호선 구간                                         |
| 유산 교차로                                            | 이섭대천로                                                            | 이천시 | 호법면                                          | 국도 제42호선 구간                                         |
| 유산2교                                                |                                                                       | 이천시 | 호법면                                          | 국도 제42호선 구간                                         |
| 중리동                                                 |                                                                       | 이천시 |                                                 | 국도 제42호선 구간                                         |
| 장록교                                                 |                                                                       | 이천시 |                                                 | 국도 제42호선 구간                                         |
| 장록 회전교차로                                        | 국가지원지방도 제70호선 (진상미로) 중부대로1195번길                   | 이천시 | 국도 제42호선 구간 국가지원지방도 제70호선 구간 |                                                            |
| 장록동삼거리                                           | 진상미로                                                              | 이천시 | 국도 제42호선 구간 국가지원지방도 제70호선 구간 |                                                            |
| 가좌삼거리                                             |                                                                       | 이천시 | 국도 제42호선 구간 국가지원지방도 제70호선 구간 | 부발읍                                                     |
| 복하 교차로                                            | 국도 제3호선 국가지원지방도 제70호선 (경충대로)                       | 이천시 | 국도 제42호선 구간 국가지원지방도 제70호선 구간 | 부발읍                                                     |
| CPK삼거리                                              |                                                                       | 이천시 | 국도 제42호선 구간                              | 부발읍                                                     |
| 상수도사업소삼거리                                     | 중부대로1390번길                                                      | 이천시 | 국도 제42호선 구간                              | 부발읍                                                     |
| 마암삼거리                                             | 중부대로1444번길                                                      | 이천시 | 국도 제42호선 구간                              | 부발읍                                                     |
| 복하2교사거리                                          | 구만리로 무촌로                                                       | 이천시 | 국도 제42호선 구간                              | 부발읍                                                     |
| 부발사거리                                             | 무촌로                                                                | 이천시 | 국도 제42호선 구간                              | 부발읍                                                     |
| 무촌삼거리                                             | 지방도 제337호선 (황무로)                                             | 이천시 | 국도 제42호선 구간                              | 부발읍                                                     |
| 종합운동장삼거리 신원교                                |                                                                       | 이천시 | 국도 제42호선 구간                              | 부발읍                                                     |
| 부발 나들목                                            | 국도 제3호선 (성남이천로)                                             | 이천시 | 국도 제42호선 구간                              | 부발읍                                                     |
| 고백리                                                 | 부흥로                                                                | 이천시 | 국도 제42호선 구간                              | 부발읍                                                     |
| 백록육교                                               |                                                                       | 이천시 | 국도 제42호선 구간                              | 부발읍                                                     |
| 신근리삼거리                                           | 흥천로                                                                | 여주시 | 국도 제42호선 구간                              | 세종대왕면                                                 |
| 길천교                                                 |                                                                       | 여주시 | 국도 제42호선 구간                              | 세종대왕면                                                 |
| 능서삼거리                                             | 마장로                                                                | 여주시 | 국도 제42호선 구간                              | 세종대왕면                                                 |
| 번도삼거리                                             | 마장로                                                                | 여주시 | 국도 제42호선 구간                              | 세종대왕면                                                 |
| 서여주 나들목                                          | 45호선 중부내륙고속도로                                               | 여주시 | 국도 제42호선 구간                              | 세종대왕면                                                 |
| 영릉 교차로                                            | 국도 제37호선 국도 제42호선 (여주북로)                                | 여주시 | 국도 제42호선 구간                              | 세종대왕면                                                 |
| 세종대왕릉삼거리                                       | 지방도 제333호선 (영릉로)                                             | 여주시 | 중앙동                                          |                                                            |

## 주요 건물 및 시설
- 지동초등학교 (경기도 수원시 팔달구 중부대로 67)
- 가톨릭대학교성빈센트병원 (경기도 수원시 팔달구 중부대로 93)
- 라마다프라자 수원호텔 (경기도 수원시 팔달구 중부대로 150)
- 동수원병원 (경기도 수원시 팔달구 중부대로 165)
- 호텔캐슬 (경기도 수원시 팔달구 중부대로 203)
- KT 동수원지사 (경기도 수원시 영통구 중부대로 324)
- 원천동 행정복지센터 (경기도 수원시 영통구 중부대로 339)
- 원천119안전센터 (경기도 수원시 영통구 중부대로 349)
- 홈플러스 원천점 (경기도 수원시 영통구 중부대로 437)
- 롯데마트 신갈점 (경기도 용인시 기흥구 중부대로 375)
- 상갈파출소 (경기도 용인시 기흥구 중부대로 380)
- 르노코리아자동차 자동차서비스 원천점 (경기도 용인시 기흥구 중부대로 396)
- 용인 경전철 기흥역 (경기도 용인시 기흥구 중부대로 438)
- 분당선 기흥역 (경기도 용인시 기흥구 중부대로 지하460)
- 강남대역 (경기도 용인시 기흥구 중부대로 578)
- 농협하나로마트 용인점 (경기도 용인시 기흥구 중부대로 682)
- 용인정신병원 (경기도 용인시 기흥구 중부대로 940)
- 용인 경전철차량기지 (경기도 용인시 처인구 중부대로 1074)
- 삼가역 (경기도 용인시 처인구 중부대로 1098)
- 용인시청, 처인구보건소 (경기도 용인시 처인구 중부대로 1199)
- 시청·용인대역 (경기도 용인시 처인구 중부대로 1199-1)
- 홈마트 용인점 (경기도 용인시 처인구 중부대로 1321)
- 용인시노동복지회관 (경기도 용인시 처인구 중부대로 1356)
- 용인공용버스터미널 (경기도 용인시 처인구 중부대로 1486)
- 동부동 행정복지센터(경기도 용인시 처인구 중부대로 1574)
- 용인장례식장 (경기도 용인시 처인구 양지면 중부대로 1978-20)
- 대상중앙연구소 (경기도 이천시 마장면 중부대로 697)
- 이천시종합운동장 (경기도 이천시 부발읍 중부대로 1696)
- 여주장례식장 (경기도 여주시 능서면 중부대로 2710-48)